# Giovanni Capassini
Giovanni Capassini (né v. 1510 à Florence et mort v. 1579 à Tournon) est un peintre italien maniériste.

## Biographie
Giovanni Capassini fut l'élève d'Andrea del Sarto. Au service du cardinal François de Tournon dès 1553, il est cité comme Jean Capassin ou Capacin. Il est aussi le maître, à Lyon, d'Étienne de Martellange entre 1565-1568. Originaire de Florence, il travailla à Lyon de 1555 à 1568. On connaît de lui, au musée du Petit Palais d'Avignon un portrait de jeune homme, signé et daté de 1577.

## Œuvres

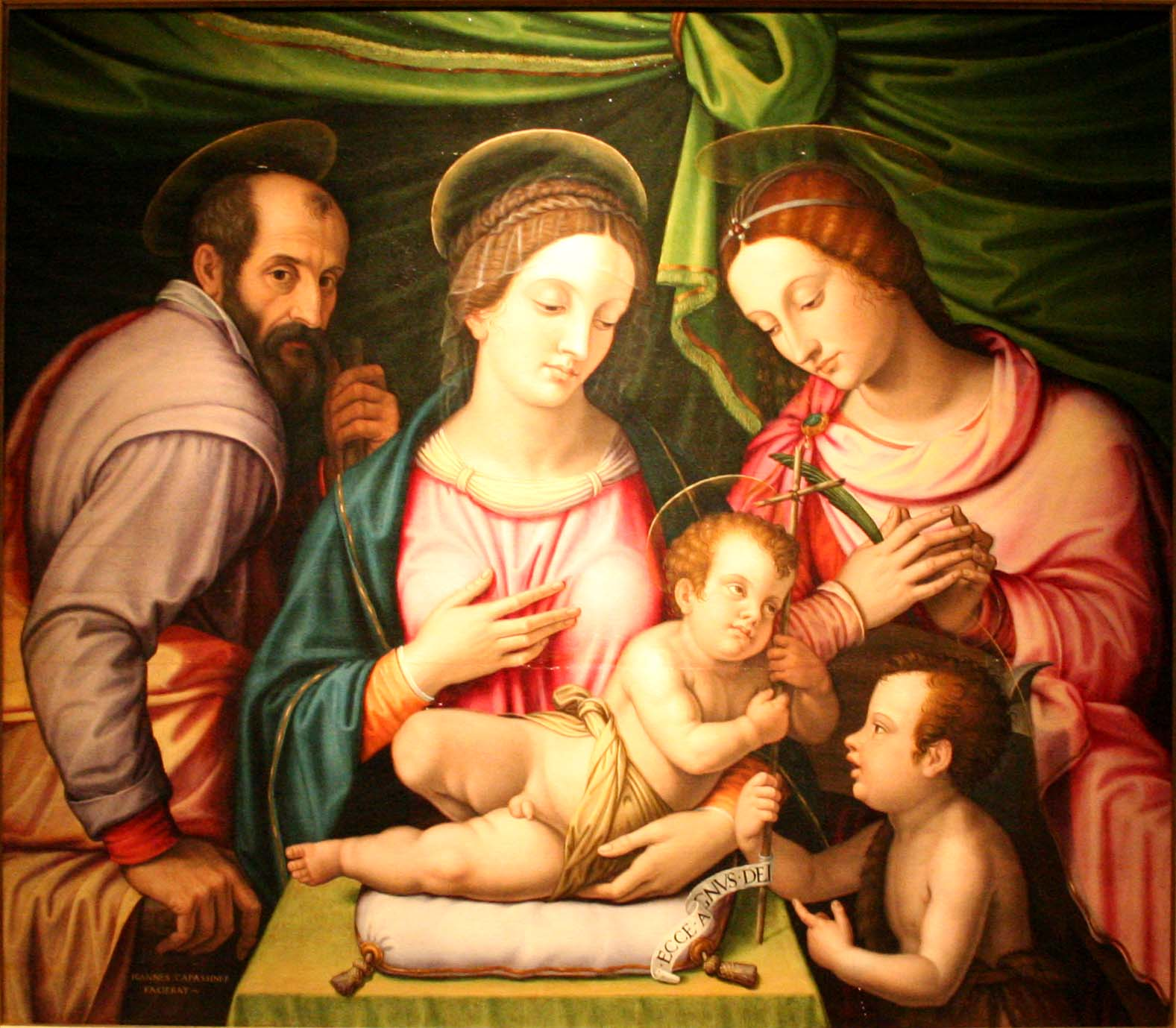
Sainte famille avec le jeune saint Jean-Baptiste et sainte Catherine.

- Sainte Famille avec le jeune Jean-Baptiste et sainte Catherine, Nîmes, musée des Beaux-arts.
- Triptyque de la Résurrection (volet droit) et Le Cardinal de Tournon/ Ange au tombeau (grisaille au revers), chapelle du château de Tournon, Ardèche). Commande du cardinal de Tournon en 1555, huile sur bois, 116 × 101 cm. Classé aux monuments historiques en 1920.
- Feuille d'études avec deux têtes d'enfant vues de profil[1], sanguine et pierre noire, H. 0,203 ; L. 0,249 m. Beaux-Arts de Paris. Au verso : feuille d'études composée d'un enfant assis, les bras tendus à la sanguine et à la pierre noire et d'une étude de main. Ce dessin est à mettre en relation avec trois des tableaux de l'artiste aujourd'hui recensés et illustrant le sujet de la Vierge à l'Enfant avec saint Jean-Baptiste, conservés à Nîmes, à Berlin et dans une collection particulière[2].